# Belle International
Belle International Holdings Limited ist ein chinesischer Hersteller und Händler von Schuhen sowie Händler von Sportbekleidung.

## Geschichte

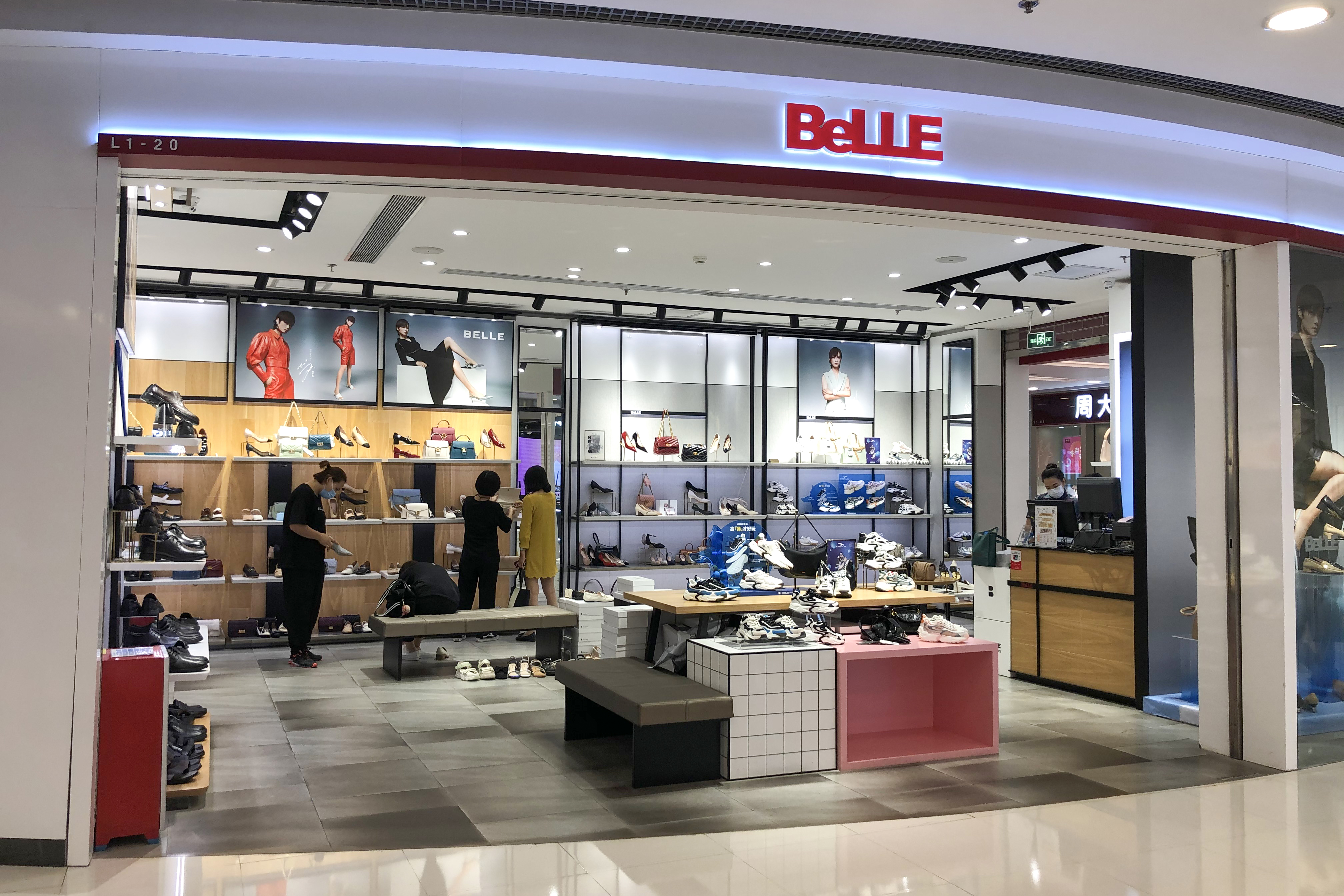
Belle-Geschäft in Peking, 2020

1978 gründete Tang Yiu in Hongkong die Marke Belle, aus der 1991 die Belle Footwear Ltd entstand. 1992 nahm die Fabrik in Shenzhen ihren Betrieb auf, 1999 wurde die erste von zahlreichen weiteren Eigenmarken, Staccato, gegründet. 2004 stieg sie als Belle International Holdings Ltd. neben der Produktion auch in den Handel ein. 2007 ging Belle International an die Börse. Von 2010 bis 2017 war Belle International Teil des Hang Seng Commercial & Industrial Index. Die wachsende Konkurrenz im Onlinegeschäft führte seit 2014 zu sinkenden Einnahmen in den rund 20.000 Läden in China, Hongkong und Macau. 2017 wurde die Aktiengesellschaft von einem Konsortium aus Hillhouse Capital, CDH Investments und den Belle-Direktoren Yu Wu und Sheng Fang privatisiert mit dem Ziel, das Unternehmen im Onlinehandel neu aufzustellen.
Die Herstellung und der Vertrieb von Schuhen machten 2010 61,8 % des Umsatzes aus, wobei der Großteil auf die Eigenmarken des Unternehmens entfallen. Der Vertrieb von Fremdmarken sowie die Fremdfertigung für andere Schuhmarken haben daran einen Anteil von 5,3 %.
Der Vertrieb von Sportbekleidung entsprach 39 % des Umsatzes des Unternehmens im Jahr 2014. Seit 2006 ist Belle International der exklusive Distributor für Adidas und Nike auf dem Gebiet des chinesischen Festlandes. Mit dieser Partnerschaft erwirtschaftet Belle International ein Drittel seines Gesamtumsatzes.